# Hans Apel
Pour les articles homonymes, voir Apel.
Hans Eberhard Apel, né le 25 février 1932 à Hambourg et mort le 6 septembre 2011 à Hambourg, est un homme politique allemand membre du Parti social-démocrate d'Allemagne (SPD).
Élu député fédéral de Hambourg au Bundestag en 1965, il siège au Parlement européen pour les quatre ans suivants et devient secrétaire d'État parlementaire pour les affaires européennes en 1972. En 1974, il est nommé ministre fédéral des Finances dans la coalition sociale-libérale d'Helmut Schmidt.
Il est choisi quatre ans plus tard comme ministre fédéral de la Défense, où il applique la controversée double décision de l'OTAN. Il est contraint de démissionner en 1982 avec l'arrivée au pouvoir d'Helmut Kohl, et conduit trois ans plus tard la campagne du SPD aux législatives locales de Berlin-Ouest. Il est très nettement battu par Eberhard Diepgen, et se retire en 1990 de la vie politique.

## Biographie
Après avoir obtenu en 1951 son Abitur à Hambourg, il suit un apprentissage de commerçant d'import/export. En 1954, il commence des études supérieures de sciences économiques à l'Université de Hambourg, et les termine six ans plus tard avec un doctorat.
Deux avant la fin de ses études, en 1958, il devient secrétaire du groupe socialiste du Parlement européen. Il obtient un poste de fonctionnaire au sein de cette institution en 1962, et en a même dirigé le département chargé de la politique économique et financière, puis celui chargé de la politique des transports.
En 1993, Hans Apel est fait professeur honoraire d'économie de l'Université de Rostock. En outre, il est marié depuis 1956 à Ingrid Apel, avec qui il a deux enfants.

## Parcours politique

### Au sein du SPD
Il adhère au Parti social-démocrate d'Allemagne (SPD) en 1950, et est élu membre du comité directeur fédéral en 1970, où il siège pendant dix-huit ans. En outre, il fait partie de la présidence fédérale en 1984 et 1986.

### Au sein des institutions
Il est élu député fédéral de Hambourg au Bundestag en 1965 et fait partie, pour les cinq années qui suivent, de la délégation ouest-allemande au Parlement européen. En 1969, il est désigné vice-président du groupe SPD et prend la présidence de la commission des Transports, des Postes et des Télécommunications.
Il occupe ces deux postes jusqu'à sa nomination comme secrétaire d'État parlementaire chargé des affaires européennes à l'office des Affaires étrangères, sous la direction de Walter Scheel, en 1972.

#### Carrière ministérielle
Le 16 mai 1974, Hans Apel est nommé ministre fédéral des Finances dans la coalition sociale-libérale d'Helmut Schmidt. Il est alors le plus jeune titulaire du poste au moment de sa nomination, étant âgé de 42 ans. Il occupe ce poste jusqu'au 16 février 1978, quand il devient ministre fédéral de la Défense. Au cours de son mandat, la double décision de l'OTAN, très controversée au sein du SPD mais soutenue par le chancelier Schmidt, est mise en œuvre.
Il est forcé de démissionner le 4 octobre 1982, à la suite du renversement du gouvernement.

#### Fin de carrière
Revenu au Bundestag, il retrouve la vice-président du groupe SPD en 1983 et la conserve pendant cinq ans. En 1985, il mène le SPD aux élections législatives locales à Berlin-Ouest mais doit se contenter de 32 % des voix, six points de moins qu'au scrutin de 1981, contre 46 % à la CDU d'Eberhard Diepgen, au pouvoir depuis 1981 et en baisse de deux points. Il ne se représente pas aux élections fédérales de 1990 et quitte alors la vie politique.

## Famille
Hans Apel est le père d'Ingrid Apel, qui épouse en 1997, Daniel Cohn-Bendit.[réf. nécessaire]